# Instytut Przemysłu Tłuszczowego
Instytut Przemysłu Tłuszczowego – jednostka organizacyjna Ministra Przemysłu Rolnego i Spożywczego istniejąca w latach 1954–1975, powołana w celu prowadzenia prac naukowo-badawczych w zakresie przemysłu tłuszczowego zapewniający rozwój produkcji przemysłowej oraz postęp techniczny.

## Działalność
Na podstawie uchwały Rady Ministrów z 1954 r. w sprawie utworzenia Instytutu Przemysłu Tłuszczowego oraz nadania statutu ustanowiono Instytut. Powstanie Instytutu pozostawało w związku z ustawą z 1951 r. o tworzeniu instytutów naukowo-badawczych dla potrzeb gospodarki narodowej.
Zadaniem Instytutu było prowadzenie prac naukowo-badawczych mających na celu rozwój produkcji oraz stały postęp techniczny w przemyśle tłuszczowym, a w szczególności:
- organizowanie i prowadzenie prac naukowo-badawczych dla stworzenia podstaw zarówno teoretycznych, jak i praktycznych dla nowych działów produkcji lub nowych metod wytwarzania, organizacji pracy oraz podnoszenia jakości produkcji,
- śledzenie postępu technicznego i naukowego oraz udzielanie opinii w sprawach związanych z postępem wiedzy i techniki,
- udoskonalania i usprawniania meto już stosowanych w przemyśle,
- inicjowanie nowych działów produkcji i współpracy przy ich organizowaniu,
- przeprowadzanie ekspertyz, zleconych prac technicznych i naukowo-badawczych,
- szkolenie kadr fachowych dla potrzeb własnych i innych instytutów naukowych oraz szkolenia personelu przemysłu w zakresie nowych metod lub nowych gałęzi przemysłu, nie uwzględnionych w programach szkolnictwa,
- współdziałanie w pracach zbiorowych, organizowanych przez inne instytuty i pracownie szkół wyższych i innych ośrodków badawczych w celu rozwiązania bardziej złożonych zagadnień,
- nawiązywanie i utrzymywanie łączności z odpowiednimi instytucjami i organizacjami za granica,
- prowadzenie dokumentacji i informacji naukowej i naukowo-technicznej.

Na czele Instytutu stał dyrektor, który kierował samodzielnie działalnością Instytutu i był z nią odpowiedzialny.
Przy Instytucie działała Rada Naukowa.
Na podstawie zarządzenia Prezesa Rady Ministrów z 1975 r. w sprawie połączenia Instytutu Przemysłu Mięsnego i Instytutu Przemysłu Tłuszczowego w Instytut Przemysłu Mięsnego i Tłuszczowego dokonano fuzji Instytutów.